# Château de Semblançay
Le château de Semblançay, est un ancien château fort édifiée à la fin du Xe siècle par Foulques Nerra, dont les vestiges se dressent sur la commune française de Semblançay dans le département d'Indre-et-Loire.
Les vestiges du château font l’objet d’une inscription au titre des monuments historiques.

## Localisation
Les vestiges du château sont situés sur un promontoire rocheux surplombant un étang de nos jours asséché, sur la commune de Semblançay, dans le département français d'Indre-et-Loire.

## Historique
Foulque Nerra, comte d'Anjou entreprend durant son règne la construction de nombreux ouvrages de défense dont le château de Semblançay.
Le château est rénové et renforcé par une seconde enceinte par Jacques de Beaune.
Selon l'érudit Carré de Busserolle, les seigneurs ou châtelains de Semblançay sont connus depuis le XIe siècle :
- Aleaume (Adelelme) Ier (fl. en 1070), bienfaiteur de Marmoutier, épouse Roscheria (l'érudit Amédée de La Ponce dit Rosalde) et enfante Robert (fl. 1102, 1103 ; frère d'un Philippe), qui finira moine à Marmoutier en laissant Semblançay à son fils Aleaume II (fl. 1130). Le fils de ce dernier, Guillaume (fl. 1159) laisse une fille, Adeline de Semblançay qui épouse Robert de Perrenay (cité dans une charte de 1195). Leur fils, autre Robert de Perrenay, fait une donation à Marmoutier en 1215, et sa fille Isabelle marie Hubert/Herbert Turpin de Crissé (cité en 1204, 1221, 1238). La succession ne va pas à leur descendance, mais au 2e mari d'Isabelle de Perrenay-Semblançay, Rotrou de Montfort (la famille des Rotrou de Montfort est issue de Rotrou II du Perche, alias Rotrou Ier de Châteaudun), († v. 1240/1241).
- Jeanne Rotrou de Montfort, fille d'une autre épouse de Rotrou — Marguerite d'Alluyes en Perche-Gouët, dame de Châteaux, Vaujours et St-Christophe — hérite. Jeanne Rotrou est dame de Semblançay, Montfort, Vibraye, Bonnétable, Chasteaux, Vaujours et St-Christophe, et elle marie en 1275 Guillaume VI L'Archevêque de Parthenay (av. 1255-1315), sire ou baron de Parthenay, Vouvant, Mervent, Soubise et Moncontour. Leur fils Jean Ier Larchevêque (♰ v. 1358) succède, mais tombe aux mains des Anglais en 1356 (à Poitiers ?). Sa fille Isabeau L'Archevêque (fille de Marguerite de Chartres-Meslay, des vidames de Chartres, fille de Guillaume V), transmet à son époux Jean IV, comte d'Harcourt († 1346 à Crécy) : Parents de Jean V (v. 1320-† exécuté en 1356), père lui-même de Jean VI d'Harcourt (1342-1389).
  - Cession, avec Chasteaux, Vaujours et St-Christophe (ces derniers fiefs sont vendus peu à peu aux Trousseau et à leurs descendants de Bueil), à Guillaume VII L'Archevêque († 1401/1407), demi-frère de ladite Isabeau L'Archevêque, aussi seigneur des Ponts de Tours et mari en 1345 de Jeanne, dame de Mathefelon et de Durtal. Leur fille aînée, Jeanne L'Archevêque, épouse en 1390 Guillaume IV, vicomte de Melun et comte de Tancarville, et leur fille Marguerite de Melun convolera avec Jacques II d'Harcourt-Montgommery, neveu dudit Jean VI d'Harcourt. Mais dès 1405 environ, Guillaume de Melun cède Semblançay à Jean d'Alençon.
- Jean d'Alençon (1385-† 1415 à Azincourt), prince capétien Valois, fut suivi par son fils Jean II (1409-1476), saisi en 1458 pour conspiration. Dès le 20 novembre 1458, Charles VII donne au chambellan Antoine d'Aubusson du Monteil (v. 1413-1488), bailli de Touraine, puis Louis XI redonne à Jean II d'Alençon en 1471, avant de lui reprendre en 1474 pour nouvelle félonie. Son fils René d'Alençon (1454-1492) récupère Semblançay sous Charles VIII, suivi de son fils Charles d'Alençon (1489-1525), qui cède à Louis IV de Rohan-Guémené de Montbazon († 1527). Louis de Rohan vend le 12 octobre 1516 à Jacques Ier de Beaune (exécuté le 12 août 1527), surintendant des Finances de François Ier, maire de Tours, bailli et gouverneur de Touraine.
- Succession à ses fils, petit-fils et arrière-petit-fils Guillaume de Beaune, Jacques III de Beaune et Jean de Beaune († v. 1590 sans postérité), puis à la sœur héritière de ce dernier, Charlotte de Beaune (1551-1617), vicomtesse de Tours, mariée en 1584 avec François (II) de La Trémoïlle († 1608), 1er marquis de Noirmoutier, d'où leur fils Louis (Ier) de La Trémoille (1586-1613), 2e marquis de Noirmoutier, père de Louis (II) de La Trémoille (1612-1666), 3e marquis puis 1er duc de Noirmoutier. Ce dernier vend la terre de Semblançay en 1648 à Claude Housset, secrétaire du roi, qui cède vers 1660 à Louis-Charles d'Albert, duc de Luynes (1620-1690). Père de Charles-Honoré (1646-1712). Grand-père de Charles-Philippe (1695-1758). Père de Marie-Charles-Louis (1717-1771), aussi acquéreur de Langeais et de Cinq-Mars en 1766 et 1768. Son fils le duc Louis-Joseph-Charles-Amable d'Albert de Luynes (1748-1807) fut le dernier seigneur de Semblançay, Langeais, Luynes et Cinq-Mars.

## Description
Un îlot calcaire d'une cinquantaine de mètres de diamètre sert d'assise au château de plan centré. Sa partie la plus ancienne est un donjon carré du XIIe siècle de 13 m de côté à contreforts plats, placé au centre. Deux enceintes concentriques furent dressées autour au cours des siècles. La plus proche du donjon épouse les contours du rocher, alors que la seconde, la plus récente, de plan polygonal régulier, disparue de nos jours, fut construite sur le fond de l'étang ceinturant le rocher.
Les étages du donjon étaient desservis par un escalier droit construit le long du mur.

## Protection
Les vestiges du château sont inscrits aux monuments historiques par arrêté du 6 mars 1947.

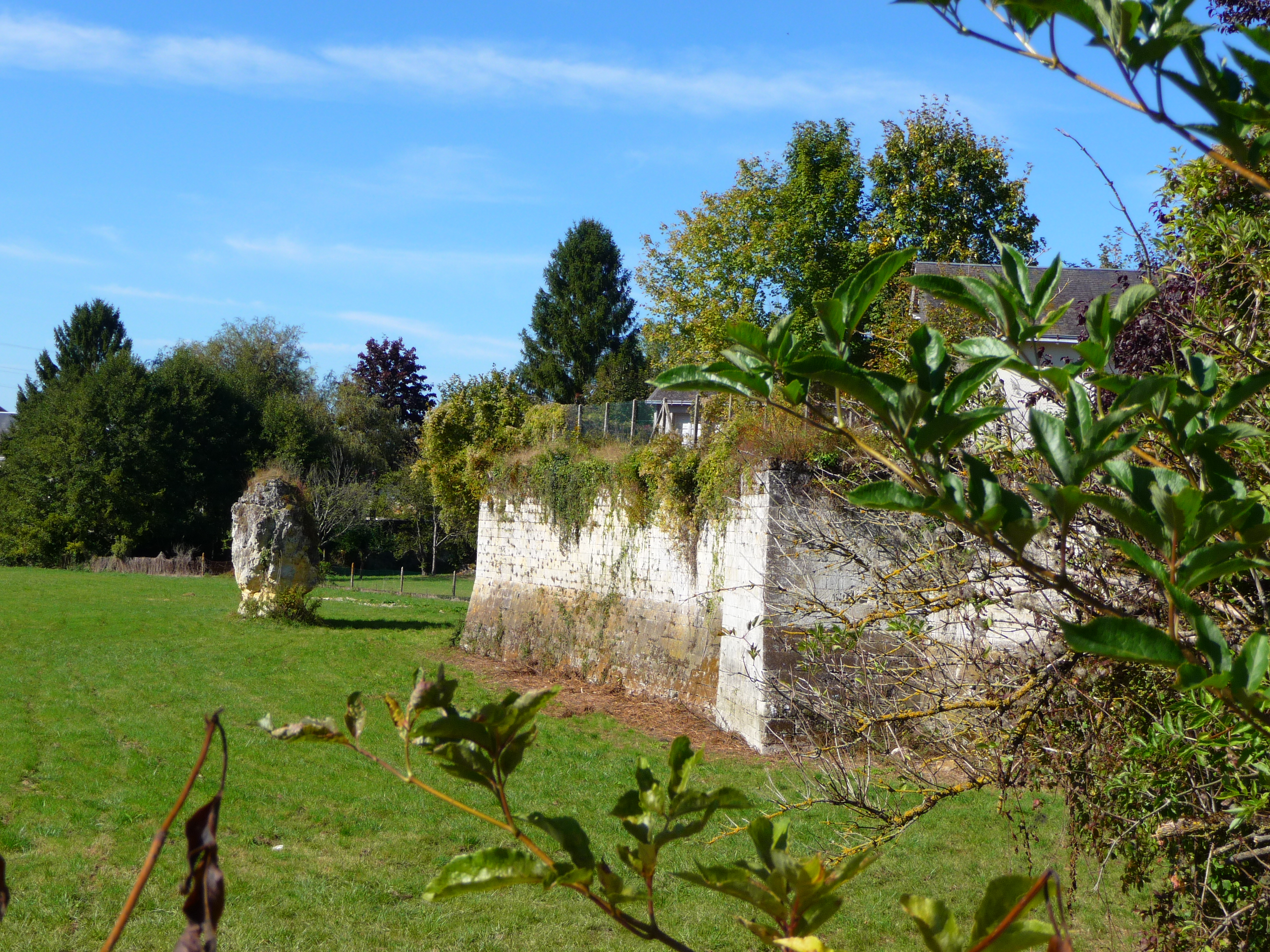
Parement du fossé extérieur et la Morille.
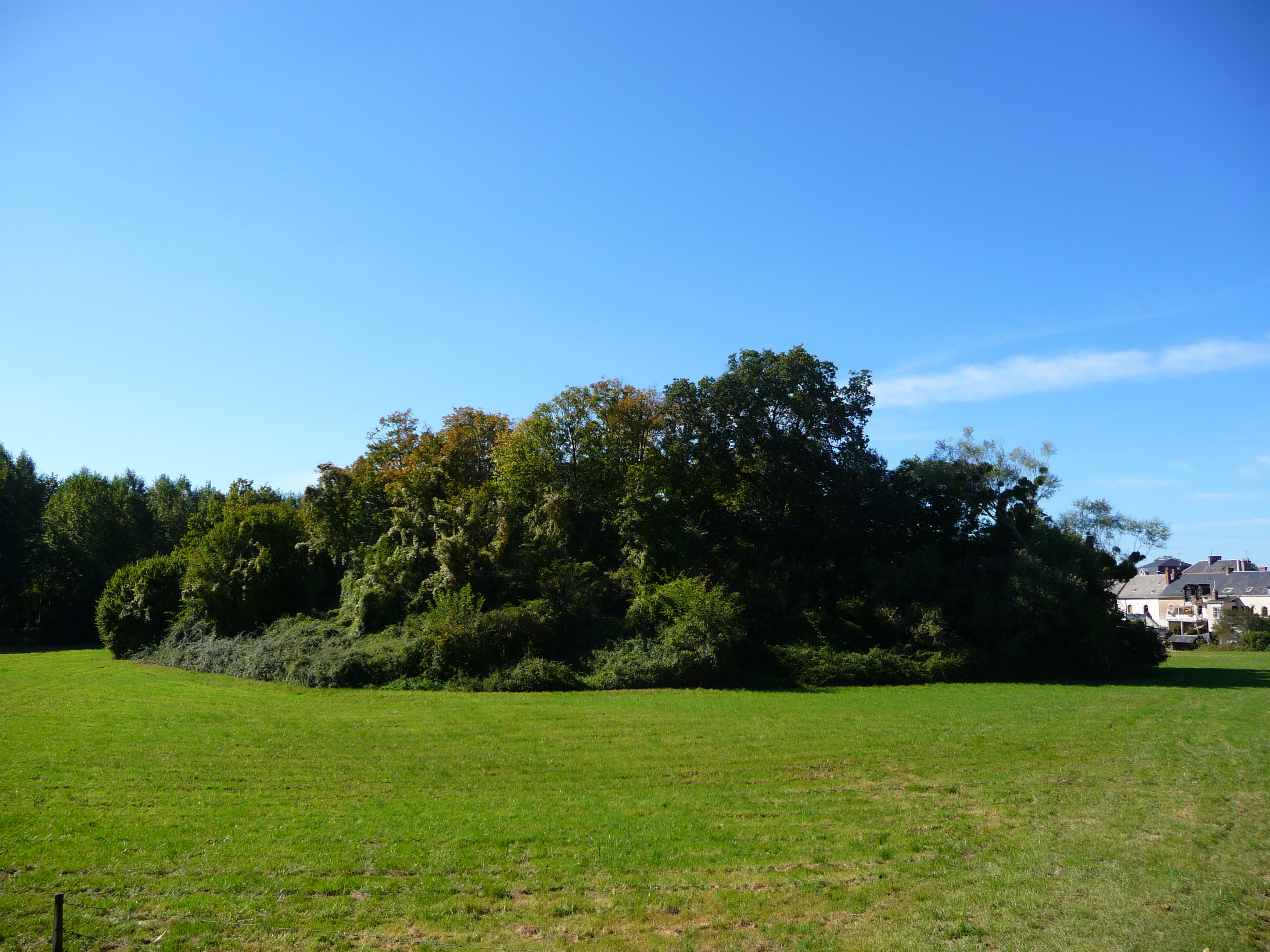
Massif forestier sur l'éperon portant le château.
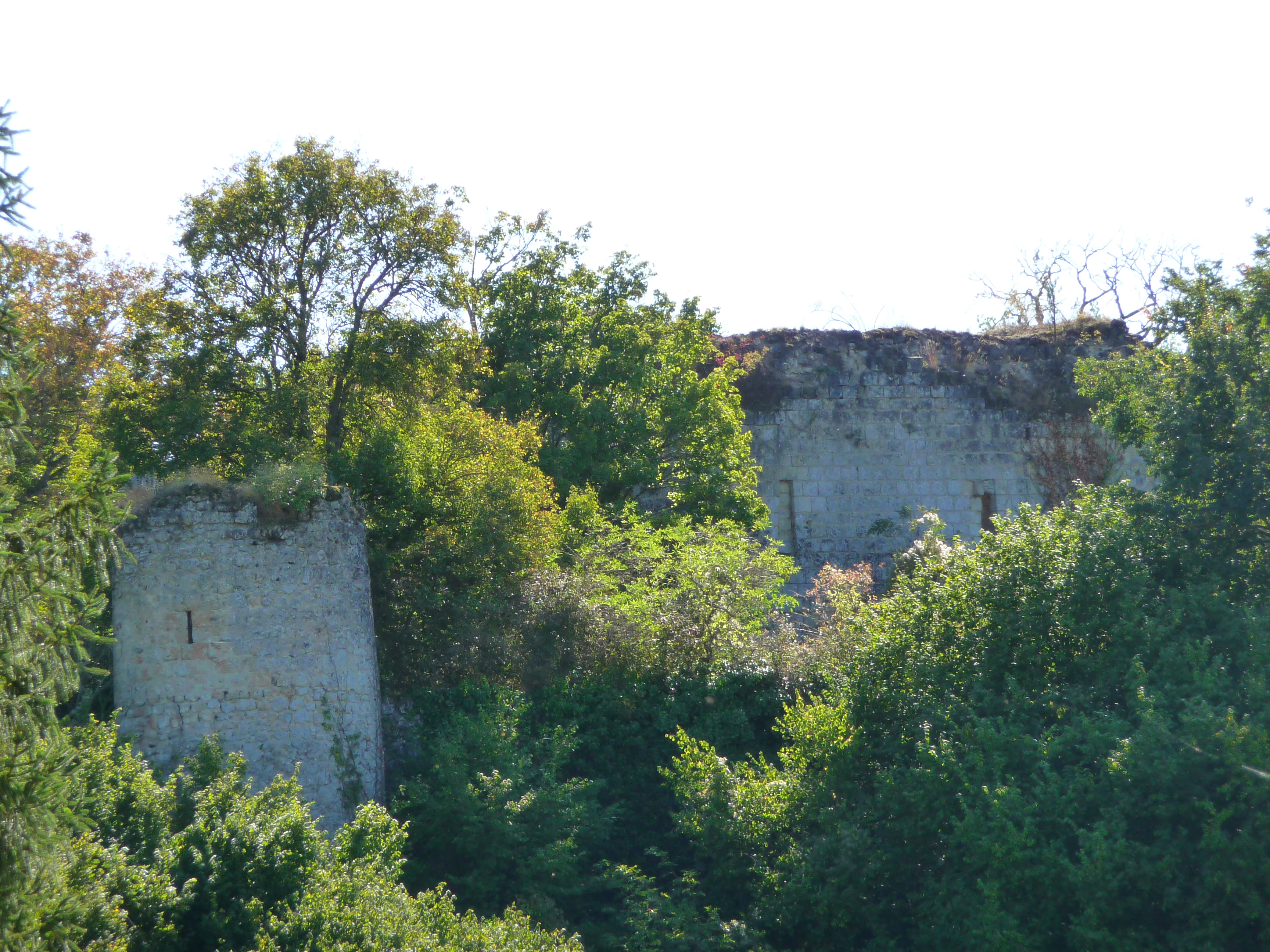
Donjon et tour d'enceinte.
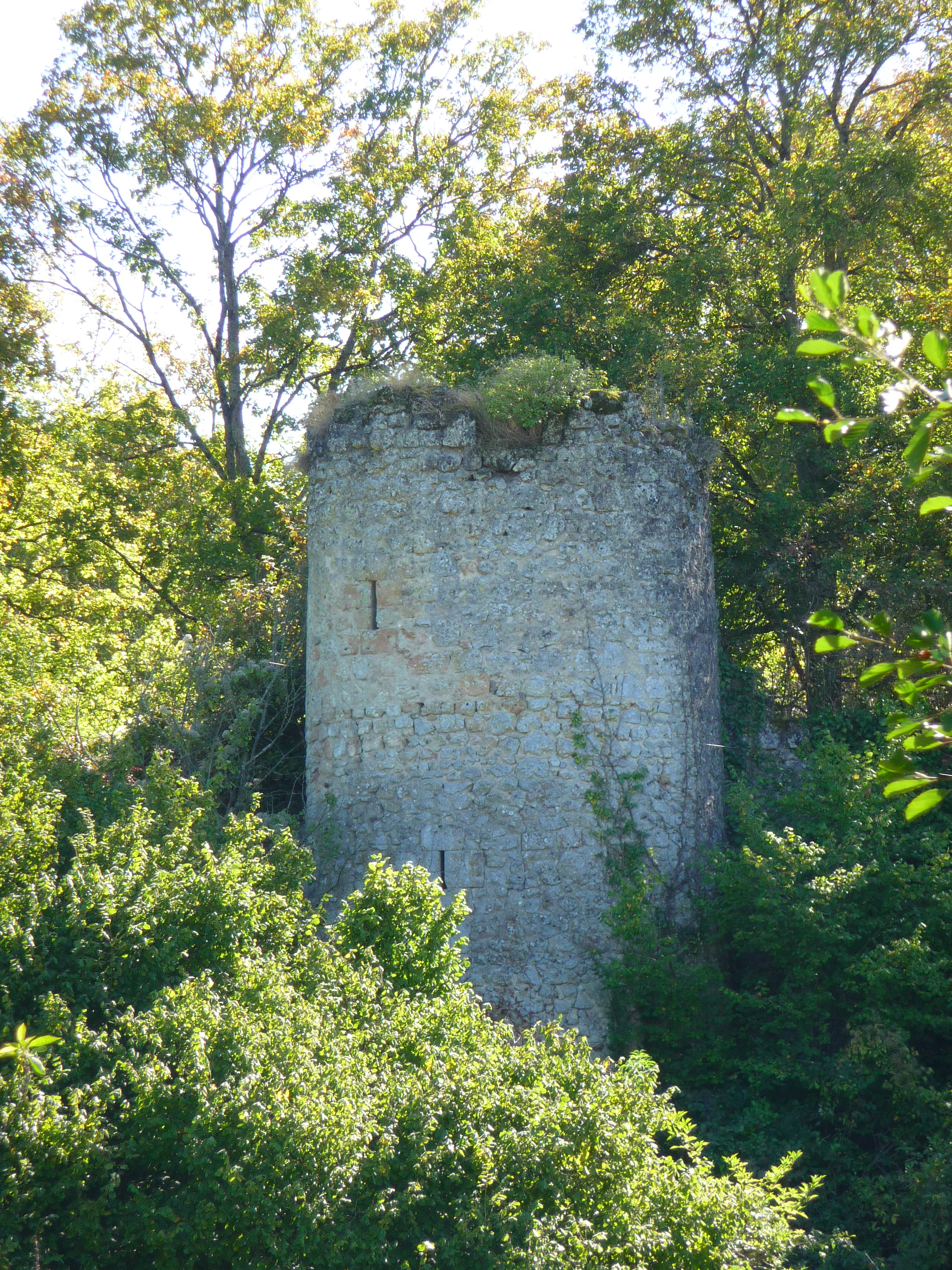
Tour d'enceinte.